# Gertrude Kubiena
Gertrude Kubiena (* 5. August 1938 in Wien) ist eine österreichische Ärztin und Politikerin (ÖVP) im Ruhestand.
Kubiena studierte nach der Matura Medizin und promovierte 1963 zur Doktorin. Sie eröffnete 1972 eine Praxis für Hals-, Nasen- und Ohrenkrankheiten und stieg 1976 zum ersten weiblichen Polizeiarzt im 2. und 20. Wiener Gemeindebezirk auf. Zwischen dem 13. November 1978 und dem 27. Mai 1983 gehörte Kubiena der Landesregierung Gratz III als Stadträtin ohne Portfolio an.